# Оливер Ридел
Оливер Ридел по прякор Оли (на немски: Oliver „Ollie“ Riedel) е германски музикант, най-известен с участието си като баскитарист на индъстриъл метъл групата „Рамщайн“.

## Детство
Роден е на 11 април 1971 г. в Шверин и е единствено дете в семейството. Като дете Оливер не е добър ученик, но преминава изпитанията на училището с помощта на майка си. Оливер е тих, особено в тийнейджърските си години, и докато приятелите му се забавляват в дискотеките, просто се мотае насам-натам.

## Музика
Inchtabokatables
През 1990 г., на 19-годишна възраст, Оливер започва да свири в група, наречена The Inchtabokatables.
Rammstein
През 1994 г. Ридел, Линдеман, Круспе и Шнайдер се включват и спечелватузикално състезание в Берлин, а с това и възможността да запишат 4 демопарчета в професионално студио. Ландерс и Лоренц влизат по-късно в групата, която наричат Rammstein.
Шестимата издават първия си албум Herzeleid през септември 1995 г. Вторият им албум е Sehnsucht, издаден през 1997 г.
През април 2001 г. излиза албумът Mutter и е последван от европейско турне, завършило на 13 юли 2002 г. През това време членовете на групата сериозно обсъждат темата дали да я продължат, както и накъде да поемат в творческия си път. Решават да си вземат малка почивка и след това да определят какво ще правят.
През 2003 г. Rammstein започва работа върху 4-ия си албум. Той е повратна точка в звученето на групата, което според фенове става „по-блудкаво“. На 27 септември 2004 г. плодът на труда им се появява на пазара. Започват турне в Германия през ноември 2004 г., последвано от четиримесечно европейско турне в 10 държави, като всички билети са разпродадени.

## Личен живот
Харесва фотография и спорт, особено скейтбординг и сърфинг. Говори се, че е компютърно най-грамотният член на бандата. По време на концерта Völkerball къса струна и имитира свирене, докато не идва време за кратка почивка.
Ридел има 2 деца. Сред тях е дъщеря му Ема, разведен е с майка ѝ. Сегашното му семейно положение е неизвестно.

## Изказвания
„Ние никога не сме го искали, но след Mutter имахме доста трудности, защото третият албум е най-трудният и бяхме под голямо напрежение. Също има разлики между членовете на групата и очакванията на всички бяха различни. Взехме си година почивка и след това осъзнахме, че искаме да бъдем заедно и да продължим напред.“